# 황남대총 북분 금제 허리띠
황남대총 북분 금제 허리띠(皇南大塚 北墳 金製銙帶)는 대한민국 서울특별시 용산구 국립중앙박물관에 있는, 경주시 황남동 미추왕릉 지구에 있는 삼국시대 신라 무덤인 황남대총의 북쪽 무덤에서 발견된 금 허리띠(과대)와 띠드리개(요패)이다. 1978년 12월 7일 대한민국의 국보 제192호로 지정되었다.

## 개요
경주시 황남동 미추왕릉 지구에 있는 삼국시대 신라 무덤인 황남대총의 북쪽 무덤에서 발견된 금 허리띠(과대)와 띠드리개(요패)이다. 황남대총은 남·북으로 2개의 봉분이 표주박 모양으로 붙어있다.
과대는 직물로 된 띠의 표면에 사각형의 금속판을 붙인 허리띠로서 길이 120cm, 띠드리개 길이 22.5∼77.5cm이다. 28장의 판(板)으로 만들어진 이 허리띠는 주위에 있는 작은 구멍들로 미루어 가죽같은 것에 꿰매었던 것으로 짐작된다. 허리띠 아래에 매달려 있는 13개의 띠드리개는 경첩으로 허리띠와 연결하였다.
이 허리띠와 띠드리개는 완벽한 상태로 출토되어 신라 당시의, 착용법과 띠드리개의 배치순서를 아는 데 중요한 자료가 되고 있다.

## 같이 보기
- 황남대총

## 참고 자료
- 황남대총 북분 금제 허리띠 - 국가유산청 국가유산포털